# Trelleborgs socken
Trelleborgs socken i Skåne ingick i Skytts härad uppgick 1908 i Trelleborgs stad och området är sedan 1971 en del av Trelleborgs kommun, från 2016 inom Trelleborgs distrikt.
Socknens areal var 7,53 kvadratkilometer land. År 1890 fanns här 2 522 invånare. Området upptas numera av tätorten Trelleborg med den forna fiskebyn Västra Gärd (Jär). Som sockenkyrka användes stadens kyrka, Sankt Nicolai kyrka. 

## Administrativ historik
Socknen har medeltida ursprung. Från medeltiden fanns här staden Trelleborg som förlorade sina stadsprivilegier 1619 då dess område uppgick i Trelleborgs socken.
Vid kommunreformen 1862 övergick socknens ansvar för de kyrkliga frågorna till Trelleborgs landsförsamling och för de borgerliga frågorna till Trelleborgs landskommun. Ur landskommunen utbröts 1867 Trelleborgs stad och 1 juli det året utbröts ur landsförsamlingen Trelleborgs stadsförsamling. Både landskommunen och församlingen upphörde 1908 då de gick upp i Trelleborgs stad respektive Trelleborgs församling.
1 januari 2016 inrättades distriktet Trelleborgs, med samma omfattning som Trelleborgs församling hade 1999/2000, och vari detta sockenområde ingår.
Socknen har tillhört län, fögderier, tingslag och domsagor enligt vad som beskrivs i artikeln Skytts härad. De indelta soldaterna tillhörde Skånska dragonregementet.

## Geografi
Trelleborgs socken låg norr och väster om staden Trelleborg vid Östersjön. Socknen är en slättbygd nu huvudsakligen tätbebyggd.

## Namnet
Namnet skrevs 1291 Threläburgh och kommer från en befäst vikingatida anläggning. Efterleden innehåller borg, 'befästning'.  Förleden innehåller träl med olika betydelser, 'person av slaviskt ursprung' alternativt 'snedställd bjälke använd för att stötta väggstolpar i hus'..
Mellan 1910 och 1938 stavades namnet Trälleborgs socken.